# Zabytkowe cerkwie w diecezji lubelsko-chełmskiej
Na terenie diecezji lubelsko-chełmskiej w 2019 funkcjonowały 53 świątynie, z czego dwadzieścia pięć to obiekty zabytkowe. Najstarszą cerkwią należącą do diecezji (jak również najstarszą świątynią we władaniu Polskiego Autokefalicznego Kościoła Prawosławnego) jest cerkiew Zaśnięcia Najświętszej Maryi Panny w Szczebrzeszynie, wzniesiona w XVI w.. Drugą co do wieku budowlą sakralną w diecezji lubelsko-chełmskiej jest natomiast katedralny sobór Przemienienia Pańskiego w Lublinie, wyświęcony w 1633. Spośród pozostałych zabytkowych cerkwi dziewięć to budowle wzniesione jako świątynie unickie w XVIII i XIX w. (do 1875), zaś trzynaście – cerkwie prawosławne zbudowane po likwidacji unickiej diecezji chełmskiej w 1875, a przed wycofaniem się Rosjan z Królestwa Polskiego w 1915. Cerkiew św. Jana Teologa w Chełmie została wzniesiona jako prawosławna cerkiew wojskowa w latach 1846–1852.

## Tło historyczne
Brakuje dokładnych informacji o początkach budownictwa cerkiewnego na terytorium zajmowanym obecnie przez diecezję lubelsko-chełmską. W dokumentach i kronikach (latopisach) wymienione są tylko niektóre świątynie istniejące na ziemi chełmskiej i południowym Podlasiu w średniowieczu: cztery cerkwie wzniesione przez Daniela Halickiego w Chełmie, cerkiew św. Mikołaja w Hrubieszowie oraz monaster w Uhrusku. Według unickiego biskupa Jakuba Suszy pierwszymi cerkwiami na wskazanym obszarze były: sobór w Chełmie, wzniesiony w 1001, cerkiew św. Bazylego w Chełmie oraz cerkiew monasterska w Spasie. Żadna z tych świątyń nie zachowała się.
Bardziej szczegółowe spisy cerkwi i służących w nich kapłanów prawosławnych pochodzą dopiero z XVI w., jednak większość wymienionych w nich świątyń z pewnością istniała już wcześniej. W XVI w. tylko na ziemi chełmskiej i w zachodniej części południowego Podlasia (bez obecnego powiatu bialskiego) odnotowano 176 prawosławnych obiektów sakralnych. Również z tego okresu przetrwały jedynie pojedyncze obiekty, bardzo mało jest także źródeł ikonograficznych dotyczących cerkwi nieistniejących.
Według prowadzonych w dwudziestoleciu międzywojennym badań Iwana Kryp'jakewycza, zweryfikowanych i uzupełnionych w 1943 przez arcybiskupa chełmskiego i podlaskiego Hilariona i Semena Lubarskiego, łącznie na obszarze Chełmszczyzny i południowego Podlasia cerkwie istniały w 460 miejscowościach. Ponieważ w niektórych z nich na przestrzeni dziejów działało kilka świątyń, pełny wykaz historycznych cerkwi w obu regionach do 1943 zawiera 507 pozycji.
Zdecydowana większość prawosławnych świątyń funkcjonujących na wskazanym terytorium w różnych okresach została zniszczona lub przekształcona w kościoły rzymskokatolickie.

## Cerkwie czynne
| Nazwa                                                     | zdjęcie obiektu | przynależność dekanalna i parafialna | nr zabytku                         | zarys historii | zarys architektury |
| --------------------------------------------------------- | --------------- | ------------------------------------ | ---------------------------------- | --- | --- |
| Sobór Przemienienia Pańskiego w Lublinie                  |                 | Lublin, parafia Lublin               | A/227 z 21.01.1960. i 21.02.1967   | Wzniesiony w I połowie XVII w. na miejscu dwóch starszych cerkwi prawosławnych. Od II połowy XVI w. istniał przy nim monaster męski. Świątynia była przedmiotem sporu między prawosławnymi a unitami w XVII w. i ostatecznie w 1695 przeszła na własność tych drugich. Do parafii prawosławnej należy ponownie od 1875 i od tego czasu pozostaje czynna (z wyjątkiem lat 1915–1920 i 1944–1945). Sobór katedralny diecezji lubelsko-chełmskiej od momentu jej erygowania w 1989. | Budowla późnorenesansowa, jednowieżowa, orientowana, trójnawowa. We wnętrzu znajduje się trzyrzędowy siedemnastowieczny ikonostas. |
| Cerkiew Narodzenia Najświętszej Maryi Panny we Włodawie   |                 | Chełm, parafia Włodawa               | A/234 z 02.06.1987                 | Wzniesiona w 1840, jako unicka, na miejscu świątyni prawosławnej (a następnie unickiej) istniejącej od początku XVI w. Użytkowana przez prawosławnych ponownie od 1875. Gruntownie przebudowana w latach 90. XX wieku, wtedy przybrała obecny wygląd. Pozostawała czynna do 1947, gdy po wysiedleniu prawosławnych Ukraińców miejscowa parafia przestała funkcjonować, ponownie otwarta została w 1952.                                                                          | Wzniesiona w stylu eklektycznym, łączącym urzędowy styl bizantyjsko-rosyjski z elementami klasycystycznymi, jednokopułowa, z trzema wieżami. We wnętrzu znajduje się klasycystyczny ikonostas z połowy XIX w. |
| Cerkiew Opieki Matki Bożej w Bończy                       |                 | Zamość, parafia Bończa               | A/281 z 02.12.2004.                | Wzniesiona w latach 1878–1881 z rosyjskich funduszy rządowych, na miejscu cerkwi prawosławnej, a następnie unickiej istniejącej co najmniej od XV w. Pozostawała czynna do bieżeństwa w 1915, ponownie otwarta została w 1923, działała do wywózek prawosławnych Ukraińców w ramach wysiedleń do ZSRR i Akcji „Wisła”. Parafia restytuowana w 1956. | Reprezentuje urzędowy styl bizantyjsko-rosyjski w wariancie nawiązującym do siedemnastowiecznej architektury moskiewsko-jarosławskiej (jedna z pierwszych świątyń wzniesionych w tym stylu w Królestwie Polskim). Budowla trójdzielna, dwukopułowa, we wnętrzu jednorzędowy ikonostas.                                                                |
| Cerkiew św. Jana Teologa w Chełmie                        |                 | Chełm, parafia Chełm                 | A/193 z 13.02.1967.                | Wzniesiona na potrzeby rosyjskiej parafii wojskowej w latach 1846–1852, użytkowana jako cerkiew parafialna od 1864. Jedyna prawosławna świątynia istniejąca w Chełmie przed 1918, która nie została w niepodległej Polsce zrewindykowana na rzecz Kościoła katolickiego, przez co po przejęciu przez katolików dawnego soboru Narodzenia Matki Bożej stała się głównym ośrodkiem kultu Chełmskiej Ikony Matki Bożej. Nieprzerwanie czynna od czasu poświęcenia.                  | Cerkiew łączy elementy stylu klasycystycznego z bizantyjsko-rosyjskim. Budowla pięciokopułowa, z wolno stojącą dzwonnicą. We wnętrzu trzyrzędowy ikonostas. |
| Cerkiew Podwyższenia Krzyża Pańskiego w Horostycie        |                 | Chełm, parafia Horostyta             | A/143 z 27.01.1967.                | Wzniesiona na początku XVIII w., jako unicka, na miejscu szesnastowiecznej świątyni prawosławnej. Od 1875 funkcjonuje jako cerkiew prawosławna. Kilkakrotnie remontowana w XIX w. Czynna nieprzerwanie, z wyjątkiem lat 1915–1923 i 1947–1953. | Budowla drewniana, jednokopułowa, jednonawowa. We wnętrzu znajduje się ikonostas z 1880. |
| Cerkiew św. Mikołaja w Zabłociu                           |                 | Terespol, parafia Zabłocie           | A-171 z 15.12.1988.                | Wzniesiona na początku XX wieku na miejscu starszej cerkwi, początkowo prawosławnej, następnie unickiej i ponownie prawosławnej po 1875. Była siedzibą najliczniejszej parafii wiejskiej w eparchii chełmskiej. Czynna od momentu poświęcenia, z wyjątkiem lat 1915–1921 i 1947–1951. | Budowla jednonawowa, jednokopułowa, z dzwonnicą usytuowaną nad przedsionkiem. Reprezentuje styl bizantyjsko-rosyjski z elementami nawiązującymi do budownictwa sakralnego rosyjskiej Północy, Podlasia i kościołów katolickich. Wyposażenie świątyni pochodzi z początku XX w.                                                                        |
| Cerkiew Opieki Matki Bożej w Kobylanach                   |                 | Terespol, parafia Kobylany           | A-283 z 18.11.1997.                | Wzniesiona w ostatniej dekadzie XIX w. na miejscu starszej cerkwi, pierwotnie prawosławnej, następnie unickiej i ponownie prawosławnej po 1875. Nieprzerwanie czynna z wyjątkiem lat 1917–1920, po 1927 do końca dwudziestolecia międzywojennego była przedmiotem sporu między duchowieństwem prawosławnym i neounickim. | Reprezentuje styl bizantyjsko-rosyjski w wariancie neoruskim. Jest to budynek trójdzielny, jednokopułowy. Wyposażenie świątyni pochodzi z XIX w. |
| Cerkiew Opieki Matki Bożej w Sławatyczach                 |                 | Terespol, parafia Sławatycze         | A/1410 z 15.12.1988. i 20.09.2011. | Wzniesiona na początku XX w. na miejscu starszych świątyń, początkowo prawosławnych, następnie unickich i ponownie prawosławnych. Jedna ze świątyń ufundowanych na Chełmszczyźnie przez moskiewskiego kupca Kławdija Paschałowa. Nieprzerwanie czynna z wyjątkiem lat 1915–1918 i 1947–1965. | Reprezentuje styl bizantyjsko-rosyjski. Wzniesiona według projektu przygotowanego dla całej grupy świątyń w regionie, jest jedyną cerkwią z grupy, która zachowała pierwotny wygląd i przeznaczenie. Posiada pięć kopuł oraz dzwonnicę nad przedsionkiem, w jej zewnętrznych zdobieniach widoczne są szczególne wpływy architektury sakralnej Moskwy. |
| Cerkiew Świętej Trójcy w Tarnogrodzie                     |                 | Zamość, parafia Tarnogród            | A/196 z 11.10.1979.                | Wzniesiona na przełomie lat 60. i 70. XIX w. lub na początku lat 70. z rosyjskich funduszy rządowych, jako świątynia unicka. W 1875 zamieniona na prawosławną. Od tego czasu nieprzerwanie czynna, z wyjątkiem lat 1915–1921. Ośrodek kultu św. Leoncjusza z Tarnogrodu i Tarnogrodzkiej Ikony Matki Bożej. | Reprezentuje styl późnoklasycystyczny z elementami rosyjsko-bizantyjskimi. Budynek trójdzielny, dwukopułowy. Ikonostas we wnętrzu świątyni pochodzi z XIX w., był rozbudowywany w latach 2002–2003. |
| Cerkiew św. Michała Archanioła w Nosowie                  |                 | Biała Podlaska, parafia Nosów        | A-144 z 31.12.1983.                | Wzniesiona w 1862 jako świątynia unicka, z fundacji miejscowego dziedzica, na miejscu trzech starszych świątyń (prawosławnej i dwóch unickich). Przekazana parafii prawosławnej w 1875, od tego czasu nieprzerwanie czynna, z wyjątkiem lat 1915–1921. Ośrodek kultu Leśniańskiej Ikony Matki Bożej. | Zbudowana w stylu klasycystycznym z kamienia polnego, z tynkowanym detalem, trójdzielna, orientowana, z pojedynczą ośmioboczną wieżyczką i wolno stojącą dzwonnicą. Ikonostas cerkwi powstał w ostatnich trzech dekadach XIX w. |
| Cerkiew św. Mikołaja w Tomaszowie Lubelskim               |                 | Zamość, parafia Tomaszów Lubelski    | A/194 z 24.08.1979.                | Wzniesiona z rosyjskich funduszy rządowych w latach 1885–1890 na miejscu starszej świątyni (początkowo prawosławnej, następnie unickiej i powtórnie prawosławnej). Nieprzerwanie czynna z wyjątkiem lat 1945–1957. | Eklektyczna, w stylu rosyjsko-bizantyjskim z elementami klasycystycznymi, krzyżowo-kopułowa, trójdzielna, z pięcioma latarniami. Jedna z ostatnich cerkwi w Królestwie Polskim zbudowana w stylu bizantyjsko-rosyjskim w pierwotnej wersji wypracowanej przez Konstantina Thona.                                                                      |
| Cerkiew św. Apostoła Jana Teologa w Terespolu             |                 | Terespol, parafia Terespol           | A/77 z 04.04.1958.                 | Wzniesiona w XVIII w. jako świątynia unicka na miejscu dwóch lub trzech starszych budowli sakralnych. Przekazana Kościołowi prawosławnemu w 1875, wbrew protestom większości wiernych. Odnowiona w ostatniej dekadzie XIX w. W dwudziestoleciu międzywojennym należała do parafii neounickiej, która ponownie zmieniła wyznanie na prawosławne w 1941, od tego czasu jest nieprzerwanie czynna.                                                                                  | Budowla wzniesiona pierwotnie w stylu barokowym, przebudowana w stylu neoklasycystycznym, orientowana, trójdzielna, z pojedynczą kopułą i portykiem na frontonie. Dzwonnica świątyni jest konstrukcją wolno stojącą. |
| Cerkiew Zaśnięcia Najświętszej Maryi Panny w Hrubieszowie |                 | Zamość, parafia Hrubieszów           | A/176 z 16.07.1977.                | Wzniesiona w latach 70. XIX w. z funduszy państwowych, od tego czasu jest nieprzerwanie czynna (z wyjątkiem lat 1914–1921 oraz 1947–1951). | Reprezentuje styl bizantyjsko-rosyjski. Jedyna w Polsce cerkiew trzynastokopułowa. Budowla jest trójdzielna, na planie krzyża greckiego. We wnętrzu znajduje się dwurzędowy ikonostas z XIX w. |

## Cerkwie otwierane sporadycznie lub nieczynne
| Nazwa                                                                     | zdjęcie obiektu | przynależność dekanalna i parafialna | nr zabytku                      | zarys historii | zarys architektury |
| ------------------------------------------------------------------------- | --------------- | ------------------------------------ | ------------------------------- | --- | --- |
| Cerkiew św. Mikołaja w Dratowie                                           |                 | Lublin, parafia Dratów               | A/986/1-3 z 31.10.1989.         | Wzniesiona w latach 1888–1889 z rosyjskich funduszy rządowych na miejscu starszych cerkwi (początkowo prawosławnych, następnie unickich i ponownie prawosławnych). Czynna do 1915, otwarta ponownie w 1923, zamknięta po wywózkach prawosławnych Ukraińców w 1947. Otwarta w 1959, jest od tej pory obsługiwana przez duchowieństwo z Lublina (liturgie nie odbywają się co niedziela). | Reprezentuje styl bizantyjsko-rosyjski, bogato dekorowana ozdobnym detalem na fasadzie, trójdzielna, jednokopułowa, z dzwonnicą nad przedsionkiem. We wnętrzu znajduje się dwurzędowy ikonostas oraz kopie dziewiętnastowiecznych ikon.       |
| Cerkiew Świętych Apostołów Piotra i Pawła w Sosnowicy                     |                 | Chełm, parafia Horostyta             | A/144/50 z 02.05.1988.          | Wzniesiona w latach 1891–1894 z rosyjskich funduszy rządowych na miejscu starszych cerkwi (prawosławnej, unickiej i ponownie prawosławnej). Czynna jako parafialna do 1946 (z przerwą w latach bieżeństwa, 1915–1919). Po wysiedleniu prawosławnych Ukraińców świątynia została porzucona i zaadaptowana na magazyn. Chociaż w 1966 PAKP otrzymał zgodę na przywrócenie zniszczonej cerkwi do pierwotnych zadań, dopiero w latach 90. XX wieku pozyskano fundusze na remont obiektu. Z powodu braku wiernych w Sosnowicy w świątyni odprawiana jest jedynie Święta Liturgia w święto patronalne. | Reprezentuje styl bizantyjsko-rosyjski z elementami klasycystycznymi. Wzniesiona na planie krzyża, jednonawowa, dwukopułowa. We wnętrzu obiektu z pierwotnego wyposażenia przetrwał jedynie XIX-wieczny ikonostas.                            |
| Cerkiew Zaśnięcia Najświętszej Maryi Panny w Uhrusku                      |                 | Chełm, parafia Włodawa               | A/133/39 z 02.06.1987           | Wzniesiona w 1849 jako świątynia unicka na miejscu starszej cerkwi tego wyznania, pierwotnie prawosławnej, powstałej w 1220 jako sobór katedralny eparchii uhruskiej. Po 1875, gdy obiekt stał się własnością parafii prawosławnej, został częściowo przebudowany. W 1915 porzucona, w latach I wojny światowej i wojny polsko-bolszewickiej poniosła znaczne straty. Ponownie otwarta w 1920, działała do 1947, po wysiedleniach prawosławnej ludności do 1957 lub 1958 pozostawała porzucona. Odtąd działa jako filia parafii włodawskiej. | Budynek reprezentuje styl eklektyczny z przewagą elementów klasycystycznych i rosyjsko-bizantyjskich przy obecności motywów neoromańskich i neogotyckich. Jednonawowa, z dzwonnicą nad przedsionkiem. We wnętrzu osiemnastowieczny ikonostas. |
| Cerkiew Świętych Kosmy i Damiana w Kolechowicach                          |                 | Lublin, parafia Lublin               | A/982 z 25.09.1989              | Wzniesiona w 1902 jako cerkiew Świętych Antoniego i Zofii – kaplica nagrobna na miejscu pochówku matuszki Zofii Dudzińskiej, małżonki proboszcza miejscowej parafii. Trzynaście lat później porzucona po ewakuacji ludności prawosławnej w głąb Rosji, w dwudziestoleciu międzywojennym była nielegalnie obsługiwana przez mnichów z monasteru św. Onufrego w Jabłecznej. Nowe wezwanie przejęła po zburzonej w czasie akcji rewindykacyjnej kolechowickiej cerkwi parafialnej. Po wywiezieniu miejscowej ludności prawosławnej w 1947 została zamknięta. Budynek zwrócono PAKP w 1983, jednak z powodu braku wiernych nabożeństwa odbywają się sporadycznie.                                       | Budynek jednonawowy, pierwotnie jednokopułowy, wzniesiony z palonej cegły. We wnętrzu zabytkowe wyposażenie z cerkwi zniszczonej w 1938. |
| Cerkiew św. Antoniego Pieczerskiego i św. Męczennicy Paraskiewy w Holi    |                 | Chełm, parafia Horostyta             | A/44 z 19.05.1966. i 27.12.1995 | Wzniesiona jako świątynia unicka w 1846, na miejscu starszych cerkwi (początkowo prawosławnych, następnie unickich), gruntownie przebudowana po przyłączeniu miejscowej parafii do Rosyjskiego Kościoła Prawosławnego w 1875. Pozostawała czynna do 1915. W dwudziestoleciu międzywojennym była to świątynia neounicka (w miejscowości przetrwała nieformalna wspólnota katolików obrządku wschodniego). W czasie II wojny światowej ponownie stała się cerkwią prawosławną. Zamknięta w 1947, przez sześć lat była otwierana jedynie na Paschę, od 1953 jest cerkwią filialną, nabożeństwa odbywają się dwa razy w miesiącu.                                                                       | Cerkiew drewniana o konstrukcji zrębowej, szalowana, pierwotnie trójkopułowa (przetrwała jedna kopuła), halowa. We wnętrzu ikonostas z II połowy XIX w.                                                                                       |
| Cerkiew Zaśnięcia Najświętszej Maryi Panny w Szczebrzeszynie              |                 | Zamość, parafia Zamość               | A/474 z 24.11.1956 i 24.03.1970 | Wzniesiona najprawdopodobniej w XVI w. jako prawosławna, po 1596 stała się świątynią unicką i zachowała to wyznanie do 1875. Formalnie do 1915 była świątynią parafii prawosławnej, jednak opór wiernych przeciwko zmianie wyznania sprawił, że placówka duszpasterska de facto nie funkcjonowała. W dwudziestoleciu międzywojennym z braku wiernych pozostawała nieczynna, w ramach akcji rewindykacyjnej w 1938 rozpoczęto jej rozbiórkę. Po protestach mieszkańców zrujnowana świątynia nie została zniszczona. Po II wojnie światowej była wykorzystywana jako magazyn, a następnie została całkowicie porzucona. W 2006 zwrócona PAKP, nabożeństwa odbywają się w niej w najważniejsze święta. | Budowla jednonawowa, orientowana, wzniesiona na planie prostokąta, z pojedynczą sygnaturką. We wnętrzu zrekonstruowany ikonostas (na wzór dziewiętnastowiecznego) oraz freski z przełomu XVI i XVII w..                                       |
| Cerkiew Kazańskiej Ikony Matki Bożej i św. Proroka Eliasza w Wojsławicach |                 | Chełm, parafia Chełm                 | A/478 z 31.01.1970.             | Wzniesiona jako świątynia unicka w II połowie XVIII w., przeszła w ręce parafii prawosławnej w 1874. Pozostawała czynna do wysiedleń prawosławnych Ukraińców w latach 40. XX wieku, kiedy została zamieniona na magazyn. Odremontowana na początku XXI w. z inicjatywy diecezji lubelsko-chełmskiej, nie jest użytkowana liturgicznie z braku wiernych, nabożeństwa odbywają się jedynie w czasie dorocznych Spotkań Trzech Kultur w Wojsławicach. | Budowla jednonawowa, barokowa, kryta blaszanym dachem z pojedynczym cebulastym hełmem. We wnętrzu brak ikonostasu i innych elementów wyposażenia cerkiewnego.                                                                                 |
| Cerkiew Świętej Trójcy w Dubience                                         |                 | Chełm, parafia Chełm                 | A/378 z 20.01.1990.             | Wzniesiona na miejscu spalonej świątyni prawosławnej (wcześniej unickiej) w 1909 z fundacji moskiewskiego kupca Paschałowa. Działała jako parafialna do 1915, następnie od 1923 do 1944 jako filialna. Po wywiezieniu miejscowej ludności prawosławnej do ZSRR była użytkowana jako magazyn i sukcesywnie dewastowana. Częściowy remont został przeprowadzony na początku XXI w., jednak świątynia w dalszym ciągu pozostaje zamknięta. | Reprezentuje styl bizantyjsko-rosyjski w jego późnym, neoruskim wariancie. Wzniesiona z cegły, jednonawowa, z dzwonnicą nad przedsionkiem oraz pięcioma kopułami nad nawą. Wnętrze obiektu jest całkowicie zdewastowane.                      |
| Cerkiew św. Michała Archanioła w Kulnie                                   |                 | Zamość, parafia Tarnogród            | A-101 z 27.09.2004.             | Wzniesiona jako unicka w 1827, w 1875 przeszła w ręce parafii prawosławnej. Była siedzibą parafii tego wyznania do wywiezienia prawosławnych Ukraińców z Kulna w 1946. Nie posiadała gospodarza i niszczała przez kolejne dwadzieścia sześć lat, od 1972 jest współużytkowana przez parafie prawosławną i rzymskokatolicką jako świątynia filialna. | Wzniesiona w stylu rosyjsko-bizantyjskim, trójdzielna, z dzwonnicą ponad przedsionkiem i niewielką kopułą nad nawą. We wnętrzu brak wyposażenia typowego dla świątyń prawosławnych.                                                           |
| Kaplica Zmartwychwstania Pańskiego w Terespolu                            |                 | Terespol, parafia Terespol           | A/866 z 30.06.2008.             | Świątynia cmentarna, czynna od 1892. | Budowla drewniana, orientowana, z niewielką wieżyczką zakończoną cebulastą kopułką nad nawą. |
| Cerkiew Świętych Niewiast Niosących Wonności w Lublinie                   |                 | Lublin, parafia Lublin               | A/879 z 21.02.1984.             | Cerkiew cmentarna ufundowana przez prezesa Izby Skarbowej w Lublinie Andrieja Diejkuna, wzniesiona w latach 1902–1903. | Reprezentuje styl bizantyjsko-rosyjski. Świątynia pięciokopułowa, z dachem namiotowym i dzwonnicą nad przedsionkiem, dwupoziomowa. |
| Cerkiew św. Symeona Słupnika w Dołhobyczowie                              |                 | Zamość, parafia Hrubieszów           | A/438 z 28.03.1988.             | Wzniesiona na początku XX w., porzucona po wywózce miejscowej ludności prawosławnej, przez lata pozostawała w ruinie. Wyremontowana na początku XXI wieku. Nabożeństwa odbywają się sporadycznie. | Reprezentuje styl neobizantyński. Świątynia murowana, dwukopułowa. We wnętrzu zrekonstruowany ikonostas. |